# Nuada
Nuada Airgethlaim lub Nuadhat Airgethlaimh („Nuada ze Srebrną Ręką”) – mityczny heros i król Irlandii w latach 1206–1186 p.n.e. Syn Echtacha z ludu Tuatha Dé Danann, w 11 stopniu potomka Nemeda. Pokrewny galijskiemu i brytyjskiemu bogu Nodensowi; walijski odpowiednik to Nudd lub Lludd Llaw Eraint.
Nuada był królem ludu Tuatha Dé Danann przez siedem lat zanim przybył do Irlandii. 
W pierwszej bitwie na Mag Tured (Moytura) w Iar Connacht pokonał lud Fir Bolgów, utracił w niej jednak rękę. Z tego powodu usunięto go z tronu, bowiem jako kaleka nie mógł sprawować władzy. Jego miejsce zajął Bres, król Fomorian, który połączył oba ludy pod swą władzą, zaś Brigid z ludu Dananian została wówczas jego żoną. Dananianie nie byli jednak zadowoleni z nowego władcy, bowiem gdy wracali z uczt odbywających się na dworze, „noże ich nie były zatłuszczone od mięsiwa, oddech ich piwem nie woniał”. Król nie patronował też odpowiednio ich poetom i grajkom. Dananianie postanowili wówczas przywrócić do władzy Nuadę. Lekarz Dian Cécht i kowal Creidne wyleczyli go, doprawiając mu srebrną dłoń (stąd iryjski przydomek Argentlam czy walijski Llud Llaw Ereint). Bres został wygnany po siedmiu latach rządów, a Nuada poprowadził swój lud do walki z Fomorianami, wydając im drugą bitwę na Mag Tured. Po stronie Dananian stanęli słynni bohaterowie celtyccy: Lug Długoręki, Dagda (Eochaid Praojciec) oraz Ogma. Pokonali oni po ciężkiej walce Fomorian, których prowadził Balor Jednooki, dziad Luga ze strony matki. Nuada został jednak uśmiercony ścięciem głowy przez Balora. Wówczas Lug wybił Balorowi oko, które spadło na Fomorian i zabijało ich spojrzeniem. Po czym trzej herosi wdarli się do morskich siedzib wrogów i odzyskali skradzioną czarodziejską harfę Dagdy. Jej dźwięki uśpiły Fomorian, ostatecznie obalając ich rządy nad Irlandią.